# Étienne Bignou
Étienne Jean Bignou (geboren am 3. Juni 1891 in Paris; gestorben am 12. Dezember 1950 in Paris) war ein französischer Kunsthändler. Zwischen dem Ersten und dem Zweiten Weltkrieg gehörte er zu den führenden Pariser Galeristen für Kunst des 19. Jahrhunderts und Werke zeitgenössischer Künstler. Mit engen Verbindungen zum Kunstmarkt im Vereinigten Königreich und einer Geschäftsfiliale in New York verfügte er über ein internationales Netzwerk zu anderen Kunsthändlern und Sammlern in Europa und den Vereinigten Staaten. Umstritten sind seine Kunstverkäufe während der Deutschen Besetzung Frankreichs, darunter an eine Reihe von deutschen Museen.

## Leben

### Familie und Ausbildung
Étienne Bignou kam 1891 als Sohn des Bankangestellten Gaston Edmond Bignou und seiner Frau Jeanne, geborene Bernard Blanc, in Paris zur Welt. Die Familie lebte in der Rue de Chabrol Nr. 26 im 10. Arrondissement. Die Mutter heiratete 1899 in zweiter Ehe Théodore Bonjean (1861–1913), der eine Kunstgalerie in der Rue Laffitte Nr. 10 führte. Seine Schulzeit verbrachte Bignou teilweise in London. Anschließend erhielt er dort eine Ausbildung im Pelzhandel. Mit entsprechend guten Englischkenntnissen kehrte er 1909 als Achtzehnjähriger nach Paris zurück. Hier arbeitete er in der Kunsthandlung seines Stiefvaters Théodore Bonjean.
Bignou war kurzzeitig mit Juliette Diot (1900–1996) verheiratet. Die zweite Ehe ging er 1917 mit Germaine Henriette Françoise Vrancken (1893–1965) ein. Aus dieser Verbindung stammen der 1919 geborene Sohn Michel und der 1922 geborene Sohn Bernard.

### Bignous erste Galerie
Als Théodore Bonjean 1913 starb, übernahm der 22-jährige Bignou dessen Galerie. Der Stiefvater hatte zunächst mit zeitgenössischer französischer Kunst gehandelt und sich dann auf Werke italienischer und flämischer Künstler des 14. und 15. Jahrhunderts konzentriert. Zu seinem Galeriebestand gehörten beispielsweise Werke von Jean-Baptiste-Camille Corot und Honoré Daumier.
Nach der Ersten Weltkrieg firmierte die Kunsthandlung als Galerie Bignou. 1919 verlegte Bignou seine Galerie in die Rue la Boétie Nr. 8. Die Straße war mit mehreren Galerien das damalige Zentrum des Kunsthandels für moderner Kunst. Hier verkaufte er neben Kunst des 19. Jahrhunderts vor allem Werke zeitgenössischer Künstler. Beispielsweise stellte Bignou zu Beginn der 1920er Jahre in seiner Galerie Arbeiten der Künstler Jean Lurçat und Raoul Dufy aus. Lurçat malte 1926 ein Porträt von Bignou, Dufy schuf in den 1930er Jahren mehrere Bildnisse von Bignous Sohn Michel. Es folgten weitere Künstler wie Georges Braque, Fernand Léger, André Derain, Pablo Picasso, Henri Matisse und Maurice Utrillo, die Bignou zeigte, als sie kaum oder gar nicht in den Sammlungen der Museen vertreten waren. Darüber hinaus erwarb Bignou auch Manuskripte, beispielsweise die erste handgeschriebene Fassung des Romans Reise ans Ende der Nacht von Louis-Ferdinand Céline.

### Verkäufe auf dem britischen Kunstmarkt
Seit 1921 expandierte Bignou auf den britischen Kunstmarkt und pendelte regelmäßig zwischen Paris und dem Vereinigten Königreich. Hier arbeitete er eng mit den Kunsthändlern A. J. McNeill Reid (1893–1972), Sohn des Kunsthändler Alexander Reid (1854–1928) aus Glasgow, und Ernest Albert Lefèvre (1869–1932) von der Lefevre Gallery in London zusammen. Er belieferte den britischen Markt mit französischen Kunstwerken genau zu der Zeit, als die Londoner National Gallery und Privatkunden wie Samuel Courtauld ihre Sammlungen mit Werken des Impressionismus und Post-Impressionismus ausbauten. In den Galerien der befreundeten Kunsthändler organisierte er eine Reihe von Ausstellungen. Beispielsweise zeigte er 1923 in der Londoner Lefevre Gallery Werke von Edgar Degas, Claude Monet und Pierre-Auguste Renoir. Hinzu kamen Einzelausstellungen zu den Künstlern Eugène Boudin, Honoré Daumier, Henri Matisse, Odilon Redon, Henri Rousseau, Georges Seurat und Maurice Utrillo.
1926 leitete Bignou die Fusion der beiden bisher konkurrierenden Kunsthandlungen Reid und Lefèvre ein, die fortan als Alex Reid & Lefèvre firmierten. Bignou war einer der vier Gründungsdirektoren der Galerie und blieb bis 1927 in dieser Funktion. Er organisierte in London in den Folgejahren weitere Ausstellungen zu namhaften Künstlern, so 1929 zu Amedeo Modigliani, 1931 zu Pablo Picasso, 1932 zur École de Paris, 1934 zu Georges Braque, 1935 zu Pierre-Auguste Renoir und Paul Cézanne, 1936 zu Salvador Dalí und zu Abstrakter und Konkreter Kunst. Seine Zusammenarbeit mit der Londoner Galerie Alex Reid & Lefèvre nutzte Bignou auch für seine Geschäfte in die Vereinigten Staaten. Bei seinen wiederholten Reisen nach New York kooperierte er mit der Galerie M Knoedler & Co, die enge Verbindungen zu Alex Reid & Lefèvre pflegte.

Durch Bignou verkaufte Kunstwerke (Auswahl)
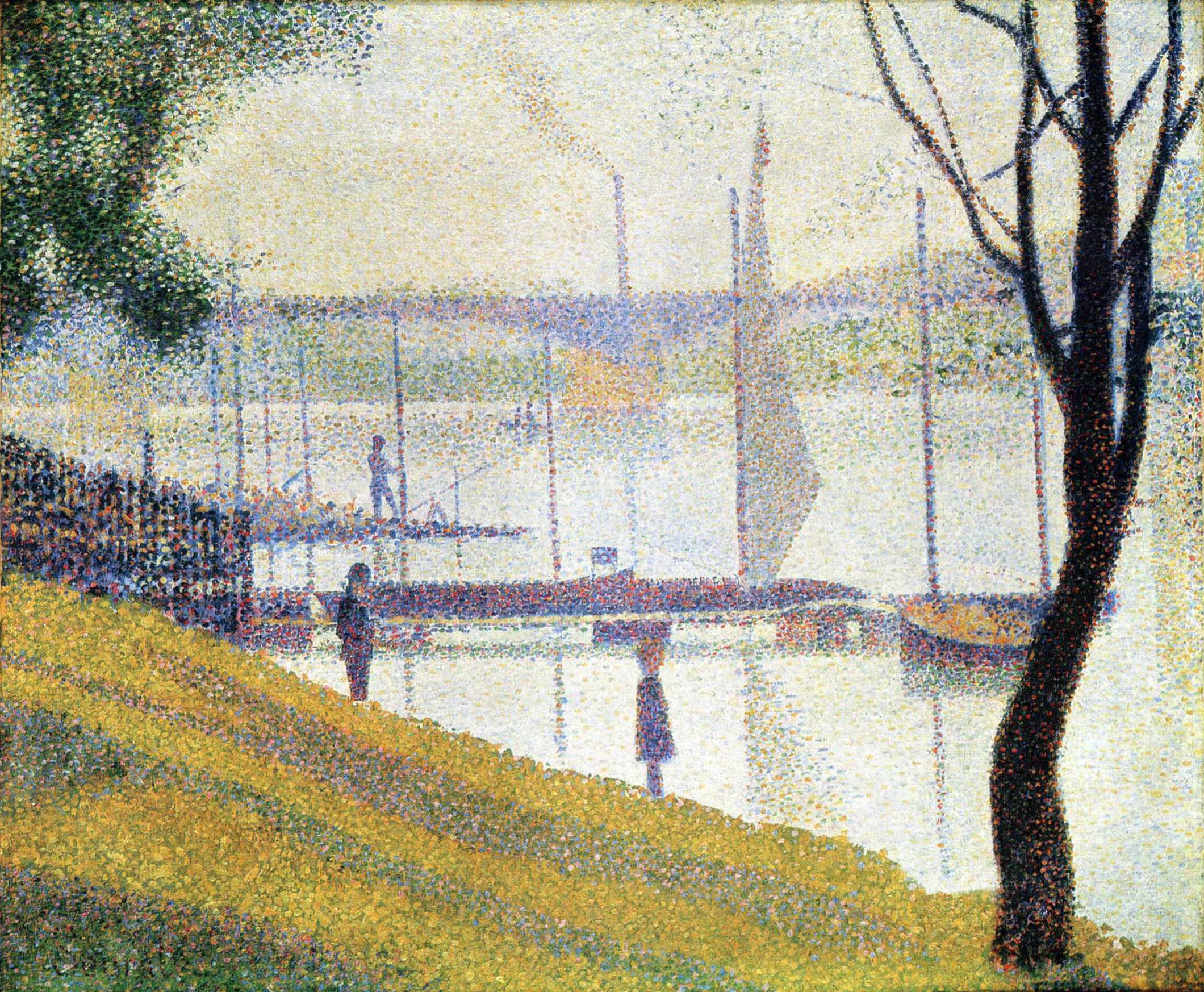
Georges Seurat: Le pont de Courbevoie, Courtauld Institute, London
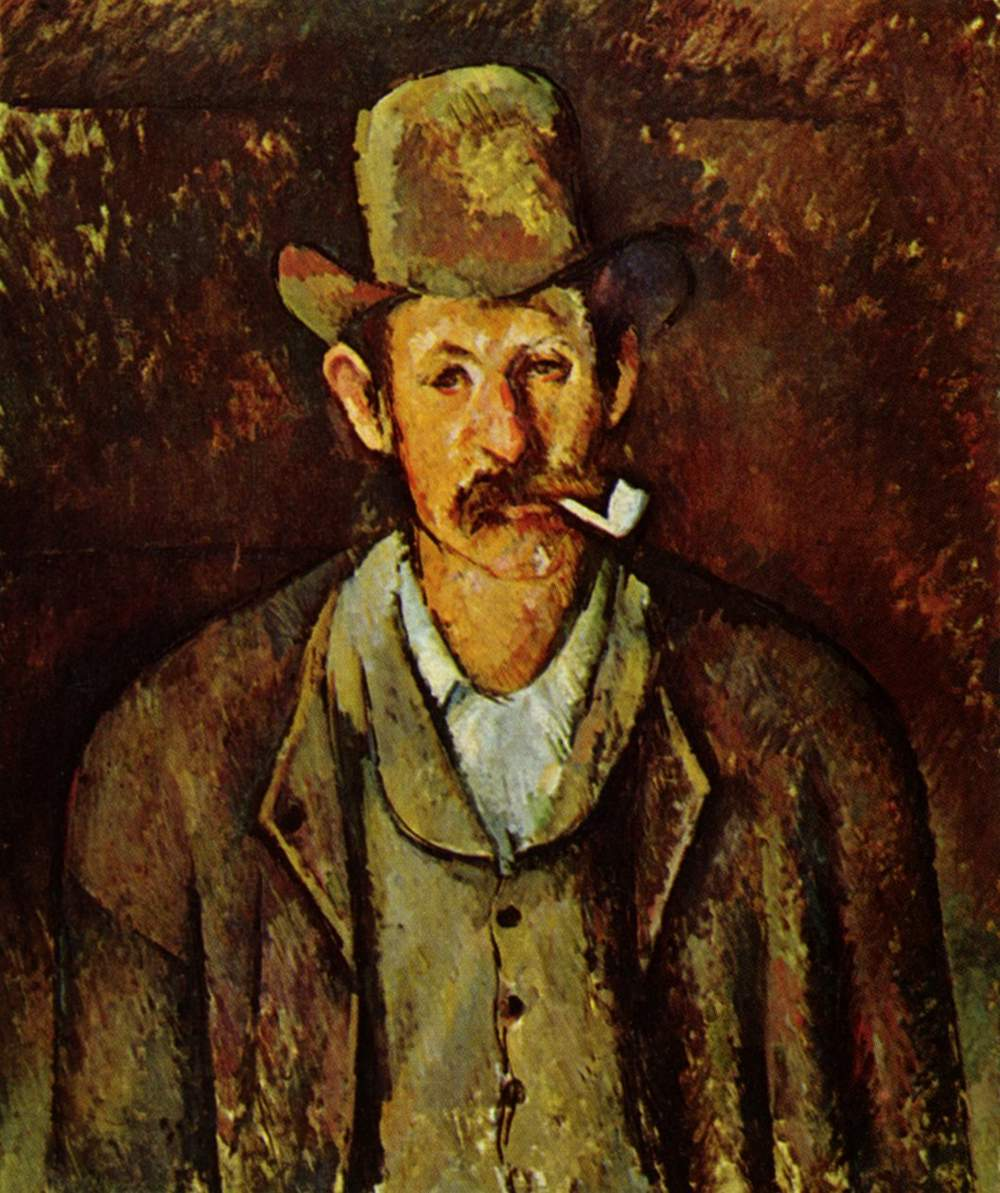
Paul Cézanne: Homme à la pipe, Courtauld Institute, London
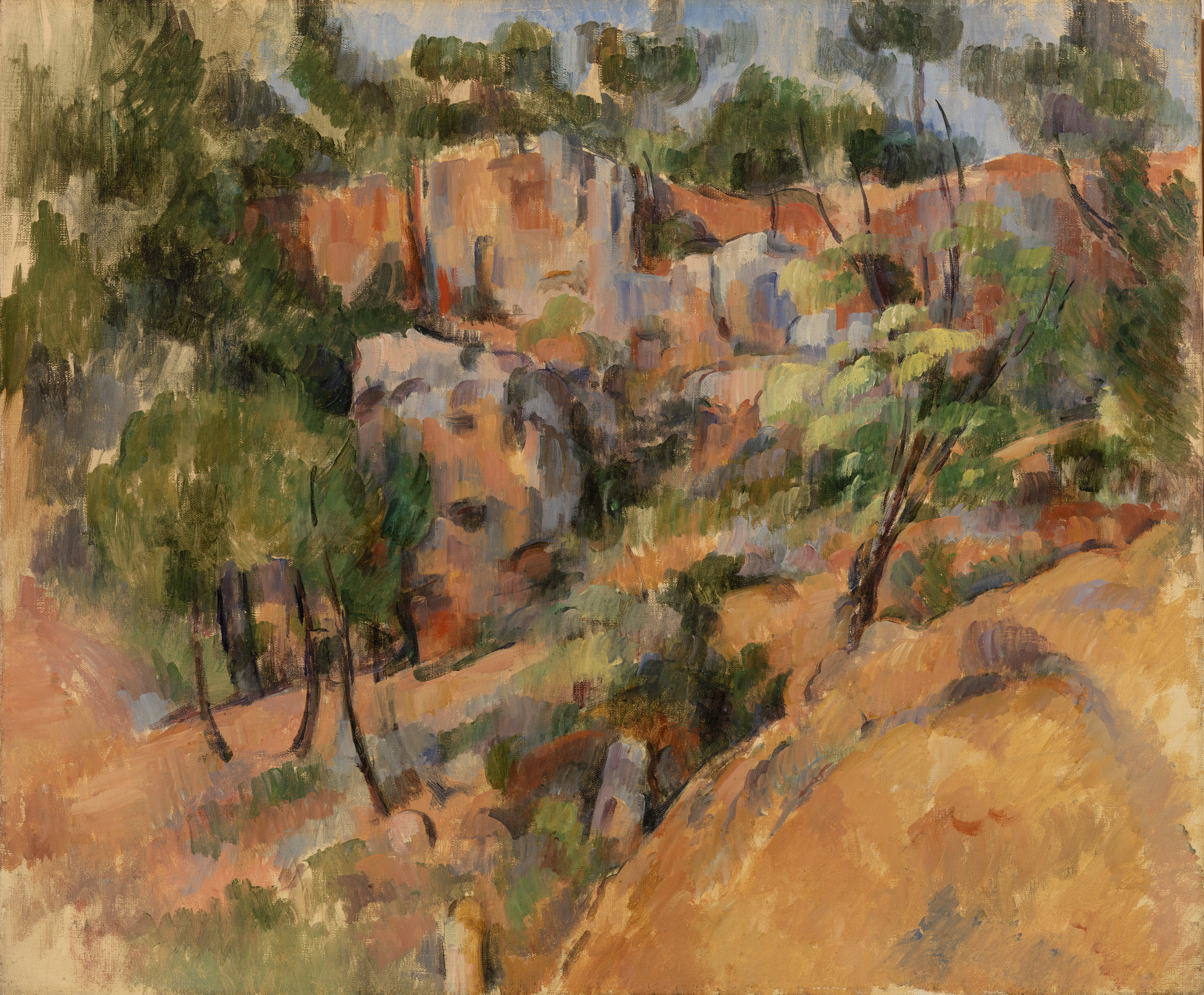
Paul Cézanne: Bibémus, Barnes Foundation, Philadelphia
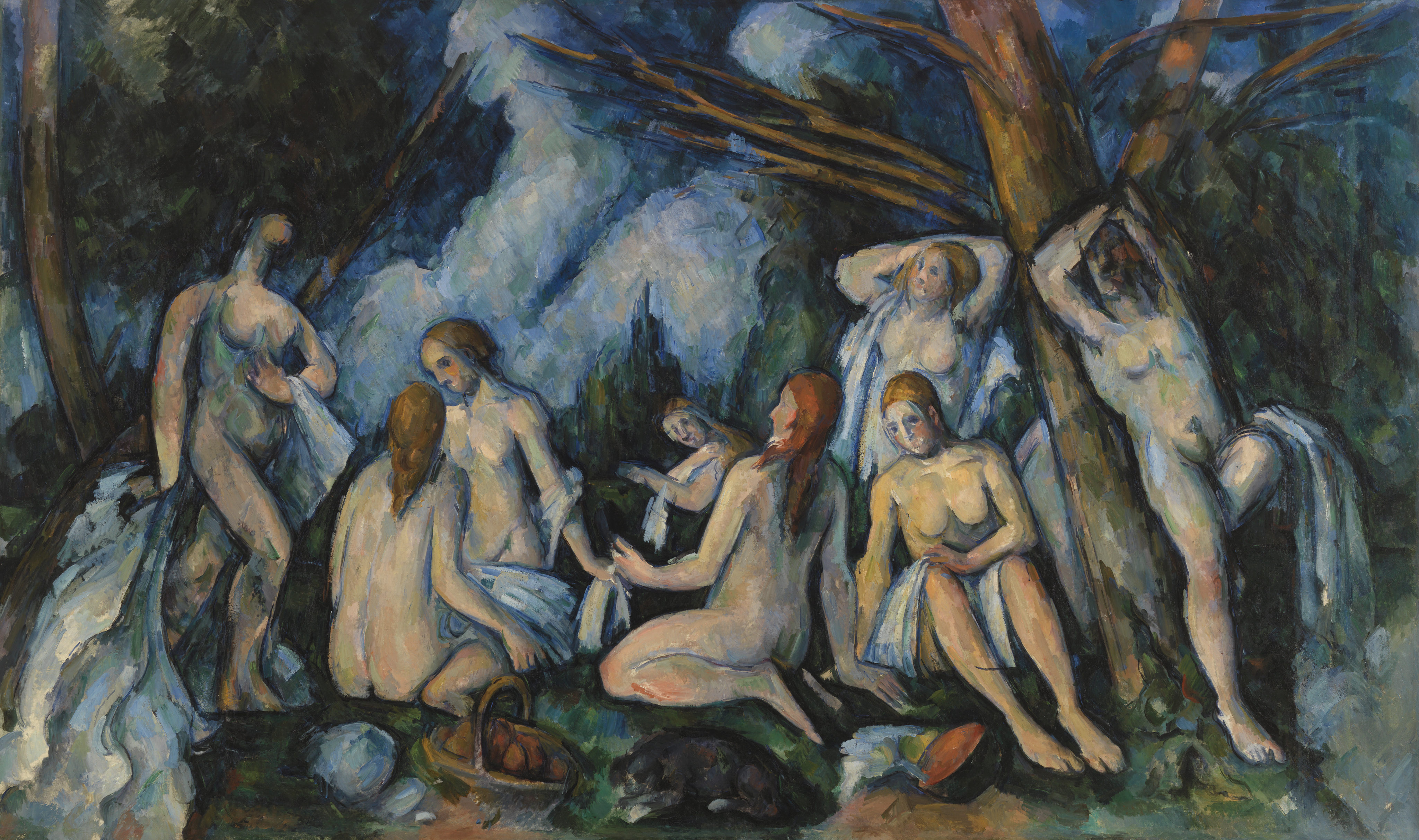
Paul Cézanne: Les Grandes baigneuses, Barnes Foundation, Philadelphia
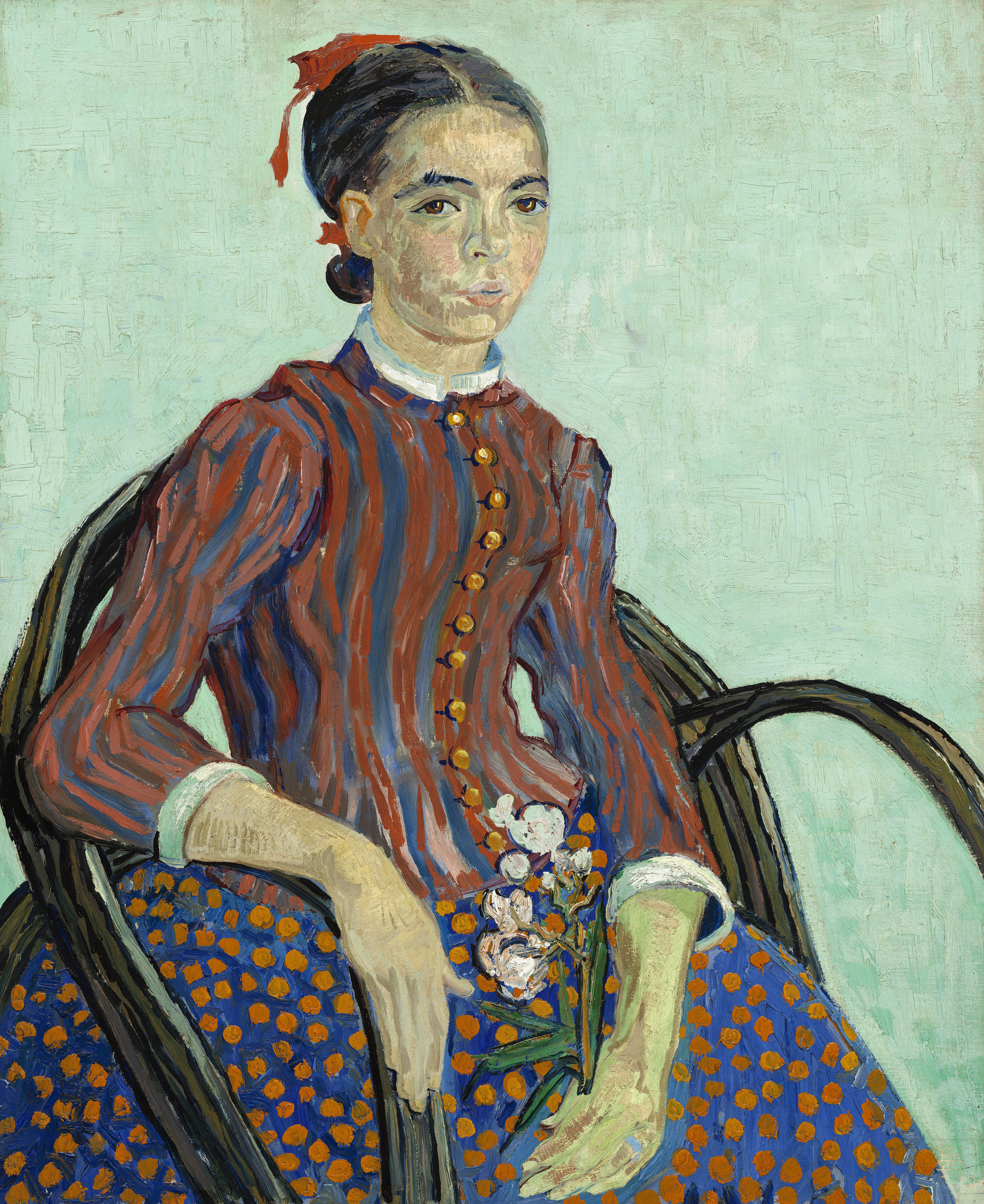
Vincent van Gogh: La Mousmé, National Gallery of Art, Washington, D.C.
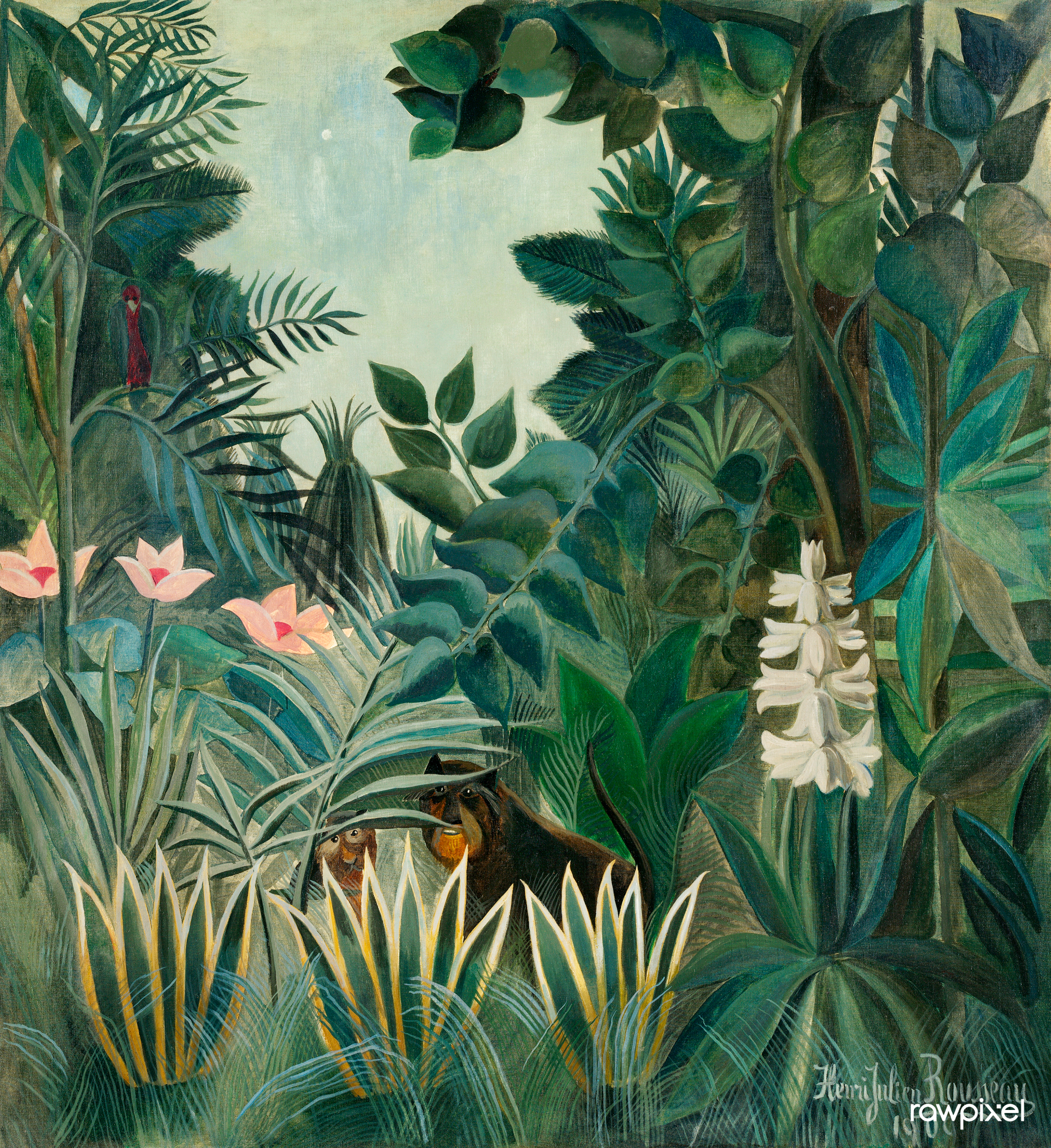
Henri Rousseau: La jungle équatoriale, National Gallery of Art, Washington, D.C.
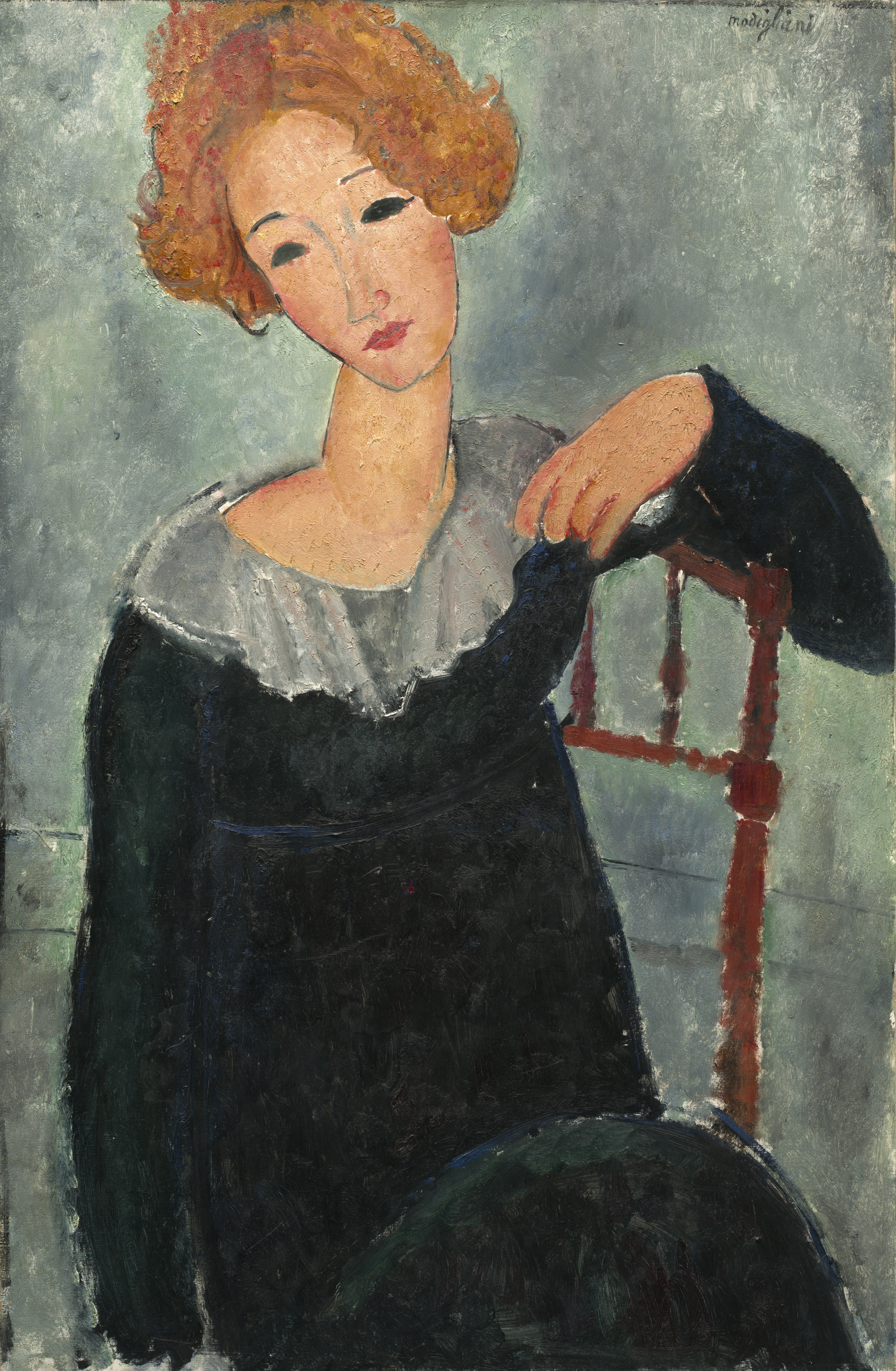
Amedeo Modigliani: Femmes aux cheveux roux, National Gallery of Art, Washington, D.C.
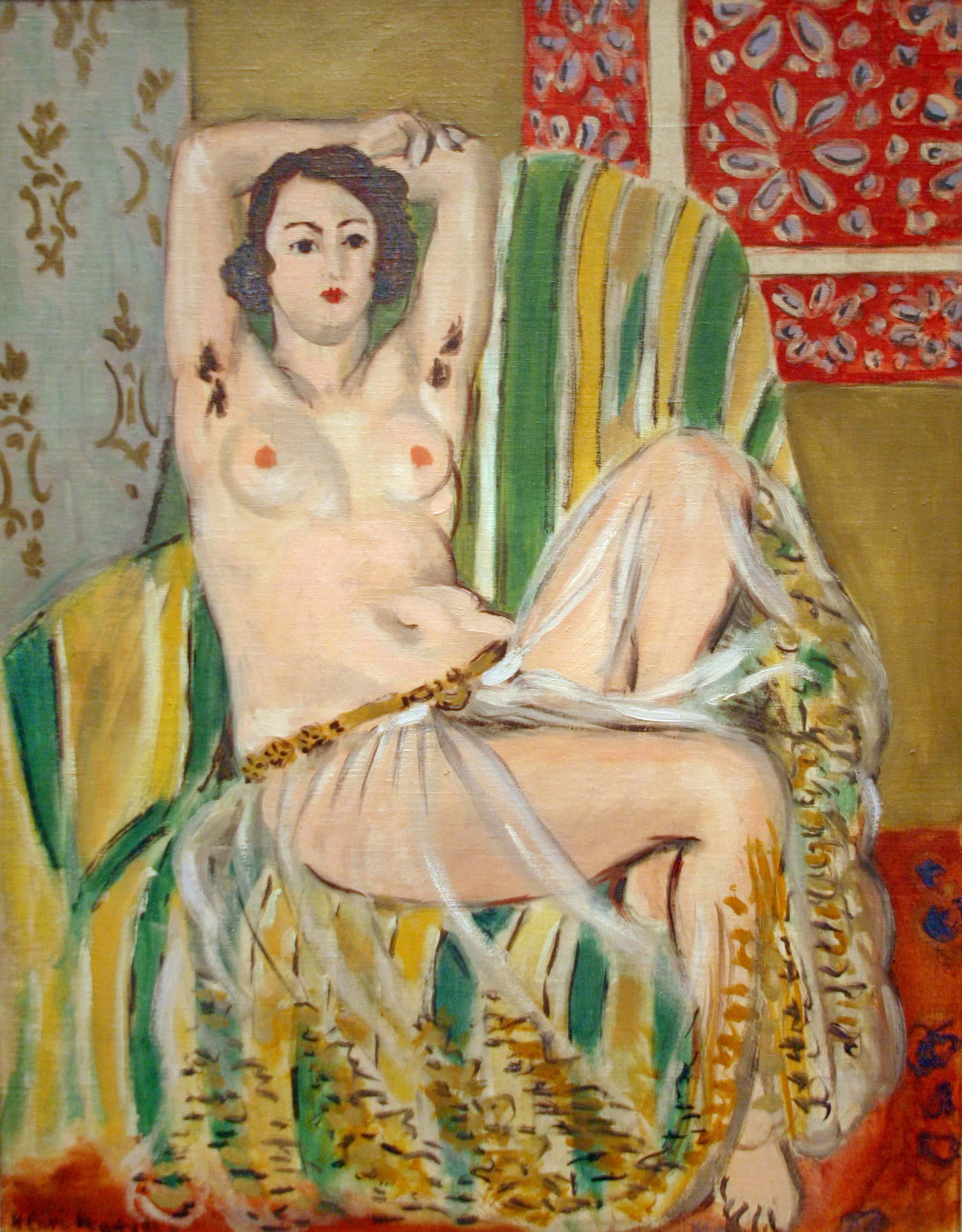
Henri Matisse: Odalisque aux bras levés, National Gallery of Art, Washington, D.C.

### Expansion in Paris und New York
Zusammen mit den Pariser Brüdern Gaston und Josse Bernheim erwarb Bignou 1929 die etablierte Galerie des verstorbenen Kunsthändlers Georges Petit in der Rue de Sèze Nr. 8. Direktor der Galerie wurde der in Paris lebende Schweizer Georges Keller. Er organisierte in den Folgejahren mehrere bedeutende Ausstellungen. Hierzu gehörte die von der Bignou Galerie mitorganisierte Retrospektive des Werks von Pablo Picasso. Die 1932 im Kunsthaus Zürich gezeigte Schau war die erste Museumsausstellung des Künstlers. In diese Zeit fallen auch Verkäufe an die bedeutenden amerikanischen Sammler Albert C. Barnes und Chester Dale, deren Sammlungen heute museal gezeigt werden (Barnes Foundation und National Gallery of Art). Dale war darüber hinaus Teilhaber der Galerie Georges Petit. Die Galerie musste 1933 aus wirtschaftlichen Gründen schließen.
1935 eröffnete Bignou eine eigene Filiale in New York. Die neue Bignou Gallery im Rolls-Royce Building in der East 57th Street Nr. 32 leitete Georges Keller, der nach seiner Tätigkeit für die Galerie Petit in Bignous Pariser Filiale gearbeitet hatte und schließlich deren Teilhaber wurde. In New York zeigte die Bignou Gallery vor allem zeitgenössische Künstler, so 1939 und 1941 Pablo Picasso, 1945 und 1947 Salvador Dalí und 1948 Henri Matisse.

### Bignous Rolle während des Zweiten Weltkrieges
Bignous Aktivitäten während des Zweiten Weltkrieges sind teilweise umstritten, wobei ihm vor allem die Kollaboration mit den deutschen Besatzern vorgeworfen wurde. Zu Beginn des Krieges bestand der Verdacht, Bignou habe illegal Kunstwerke aus Frankreich exportiert. Hierbei ging es um Werke aus dem Bestand des Kunsthändlers Ambroise Vollard, der kurz vor Beginn des Krieges im Juli 1939 gestorben war und zu dem Bignou zuvor eine intensive Geschäftsbeziehung hatte. Im Rahmen der Zusammenarbeit zeigte Bignou in seiner New Yorker Galerie Werke aus Vollards Bestand. Darüber hinaus war Bignou 1936 mit Vollard zusammen zu dessen ersten Besuch in die Vereinigten Staaten gereist, wo sie gemeinsam eine Cézanne-Ausstellung eröffneten.
Der Nachlass von Vollard wurde aufgeteilt zwischen einerseits seinen Geschwistern (darunter sein Bruder Lucien Vollard) und andererseits Vollards langjähriger Freundin Madeleine de Galéa (1875–1956), wobei Bignou die Interesse letzterer vertrat und der Kunsthändler Martin Fabiani für die Geschwister agierte. Lucien Vollard beauftragte Fabiani den Anteil der Familie zu verkaufen. Sie vereinbarten, hierzu die Bignou Gallery in New York und Reid & Lefevre in London zu nutzten, die dafür eine Gewinnbeteiligung erhalten sollten. Fabiani versuchte daraufhin 702 Kunstwerke von Künstlern wie Pierre-Auguste Renoir, Paul Cézanne, Paul Gauguin und Pierre Bonnard über Lissabon in die Vereinigten Staaten zu verbringen. Das hierzu genutzte Schiff, die US-amerikanische SS Excalibur, wurde durch die britische Royal Navy in Hamilton auf Bermuda abgefangen. Die an Bord befindlichen Kunstwerke aus der Sammlung Vollard wurden als Feindvermögen beschlagnahmt, da Frankreich inzwischen von deutschen Truppen besetzt war. Die Sammlung wurde anschließend in der National Gallery of Canada in Ottawa deponiert. In diesem Zusammenhang erhobenen Vorwürfe gegen Bignou erwiesen sich im Nachhinein als unbegründet, da er hier nicht direkt beteiligt war. Nach dem Krieg erhielten die Geschwister Vollard 1949 diese Kunstwerke zurück. Fabiani übernahm im Laufe des Krieges später die jüdische Galerie André Weil und handelte mit weiteren Kunstwerken aus jüdischem Besitz. Durch die Zusammenarbeit beim Vollard-Nachlass fiel zunächst auch ein entsprechender Verdacht auf Étienne Bignou, der sich jedoch nicht bestätigte.
Die Bignou Gallery in New York wurde per 14. Mai 1941 in ein amerikanisches Unternehmen umgewandelt, geleitet vom Schweizer Georges Keller, dem Briten Duncan M. MacDonald und dem Anwalt Max Shoop. Die Geschäftsbeziehungen zwischen Paris einerseits und New York und London andererseits waren während der Besatzung Frankreichs unterbrochen. Bignou konnte weder über seine Auslandskonten noch über die Kunstwerke seiner Galerie im Ausland verfügen.
Bignou wurde zeitweise auch mit der Beschlagnahmung und Verwertung des Bestandes der Galerie Bernheim-Jeune in Verbindung gebracht. Nachdem die deutschen Besatzer die jüdischen Brüder Bernheim enteignet hatten, wurden Kunstwerke der Galerie für eine Million Franc der Galerie Tanner in Zürich angeboten. Tanners Agent in Paris war der dort lebende Maler Carl Montag, mit dem Bignou an der Vorbereitung der Picasso-Ausstellung in Zürich 1932 zusammengearbeitet hatte. Zudem war hierbei der Maler Adolf Wüster (1888–1972) beteiligt, der als Kunstreferent für die deutschen Botschaft in Paris arbeitete. Wüster war zudem am Verkauf von Kunstwerken an deutsche Museen beteiligt. Bignou berichtete nach dem Krieg, Wüster sei im Oktober 1940 in seiner Galerie erschienen und habe sich konkret nach dem Gemälde Les quais marchands à Rouen von Jean-Baptiste-Camille Corot erkundigt. Dieser habe das großformatige Bild sofort in seiner Galerie entdeckt und erklärt, das Bild sei als Erwerbung für die Kölner Museen vorgesehen. Tatsächlich wurde das Bild im Februar für 450.000 Franc an das Folkwang Museum in Essen verkauft und wenig später gegen ein Gemälde von Alfred Sisley aus dem Kaiser-Wilhelm-Museum in Krefeld getauscht. Direkt an das Museum in Krefeld verkaufte Bignou die Gemälde Vase de fleurs von Paul Gauguin für 300.000 Franc und Guernesey von Pierre-Auguste Renoir für 220.000 Franc. Das Städtische Museum in Elberfeld (heute Von der Heydt-Museum in Wuppertal) erwarb im Juni 1941 bei Bignou die Zeichnung Grande baigneuse von Renoir für 150.000 Franc. Im November 1941 kaufte das Wallraf-Richartz Museum in Köln das großformatige Gemälde Les grandes baigneuses von Renoir für 4.000.000 Franc und Le Duc d’Albe à Sainte-Gudule à Bruxelles von Jean-Auguste-Dominique Ingres für 1.800.000 Franc. Im April 1942 folgte der Verkauf des Gemäldes Plage de Trouville von Eugène Boudin an das Museum in Krefeld für 400.00 Franc. Hinzu kam am 10. Juni 1943 der Verkauf des Gemäldes Paysage. Bord de la mer avec arbres, das seinerzeit Édouard Manet zugeschrieben wurde, für 2.800.000 Franc an das Wallraf-Richartz-Museum in Köln. Darüber hinaus verkaufte Bignou einzelne Werke an deutsche Kunsthändler. Die verkauften Werke stammten teilweise aus dem Nachlass des verstorbenen Ambroise Vollard. An diesen Werken war der Kunsthändler Martin Fabiani teilweise beteiligt.

### Letzte Lebensjahre
In der Zeit nach dem Zweiten Weltkrieg musste sich Bignou vor verschiedenen Untersuchungsgremien für seine Rolle während der deutschen Besatzung verantworten. Als Indiz für seine Zusammenarbeit mit dem Feind galt Bignous Passierschein, mit dem er sich als Kunsthändler im besetzten Frankreich frei bewegen konnte. Andererseits bescheinigte Henri Storoge von der Widerstandsbewegung Ceux de la Résistance, Bignou habe für den Widerstand Transport- und Verbindungsdienste geleistet. Darüber hinaus hob Bignou seine patriotische Gesinnung hervor und konnte belegen, dass er 1939 für 1.200.000 Bons d’armements (Kriegsanleihen) für Frankreich gezeichnet hatte.
Das Comité national interprofessionnel d’épuration (Staatlicher Ausschuss zur Aufarbeitung verbotener wirtschaftlicher Zusammenarbeit mit dem Feind) hat Bignou am 24. März 1947 entlastet und vom Vorwurf der Kollaboration freigesprochen. Dennoch verurteilte ihn das 3. Comité de confiscation des profits illicites (Ausschuss zur Einziehung illegaler Gewinne) wegen seiner Geschäfte mit Deutschland am 4. Dezember 1947 zu einer Geldstrafe in Höhe von 10.606.028 Franc. Zwischen 1947 und 1949 arbeitete Bignou an seiner Rehabilitierung. In einem 14-seitigen Schreiben vom 14. Juli 1949 führte er aus, dass die deutschen Besatzer erheblichen Druck auf ihn ausgeübt hätten und er insbesondere zum Schutz seiner beiden Söhne die Zusammenarbeit nicht vollständig zurückweisen konnte. Die ursprünglich verhängte Geldstrafe wurde im Juni 1949 auf 3.845.759 Franc reduziert und damit der errechnete Gewinn für die nach Deutschland verkauften Kunstwerke abgeschöpft. Darüber hinaus gelangten die in Deutschland beschlagnahmten Kunstwerke nach Frankreich zurück, wo sie an Privatpersonen restituiert oder Museen überlassen wurden.
Die New Yorker Filiale Bignou Gallery schloss 1949. Deren Leiter Georges Keller übernahm ein Teil des Galeriebestandes und wechselte zur New Yorker Carstairs Gallery, die er bis 1963 führte. Étienne Bignou starb 1950 in Paris. Sein Sohn Michel führte die Pariser Galerie zunächst weiter, bis er sie 1953 auflöste. Den Restbestand der Galerie übernahm er in seine eigene Galerie Michel Bignou, die bereits seit 1942 in der Rue d’Argenson Nr. 1 bestand.